# Gare centrale de Dresde
La gare centrale de Dresde (en allemand : Dresden Hauptbahnhof) est une gare ferroviaire allemande, située au sud de la vieille ville de Dresde, la capitale du land de Saxe. Ouverte en 1898, elle se distingue par une combinaison unique d'une gare terminus et des voies de passage à l'étage supérieur. Depuis un projet plus large axé sur la réhabilitation de l'ensemble de la structure, effectué par l'architecte Norman Foster à partir de l'an 2000, une toiture translucide particulière comprenant une membrane constituée de fibre de verre à revêtement Téflon fait entrer davantage de lumière dans les halles.
La station est la principale correspondance du réseau ferré dans l'agglomération de Dresde, reliant les lignes vers Prague au sud-est et à Nuremberg via Chemnitz au sud-ouest. La fréquentation quotidienne de cette gare est de 64 500 voyageurs.

## Situation ferroviaire

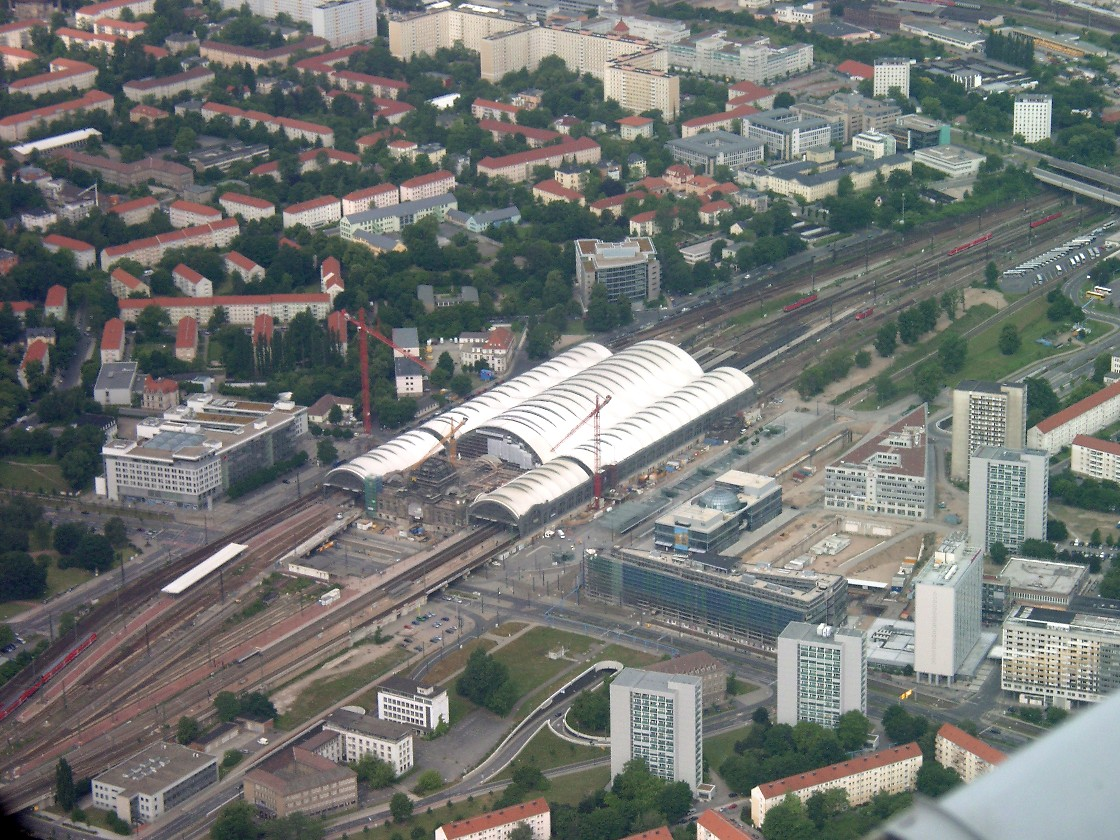
Vue aérienne.

## Histoire

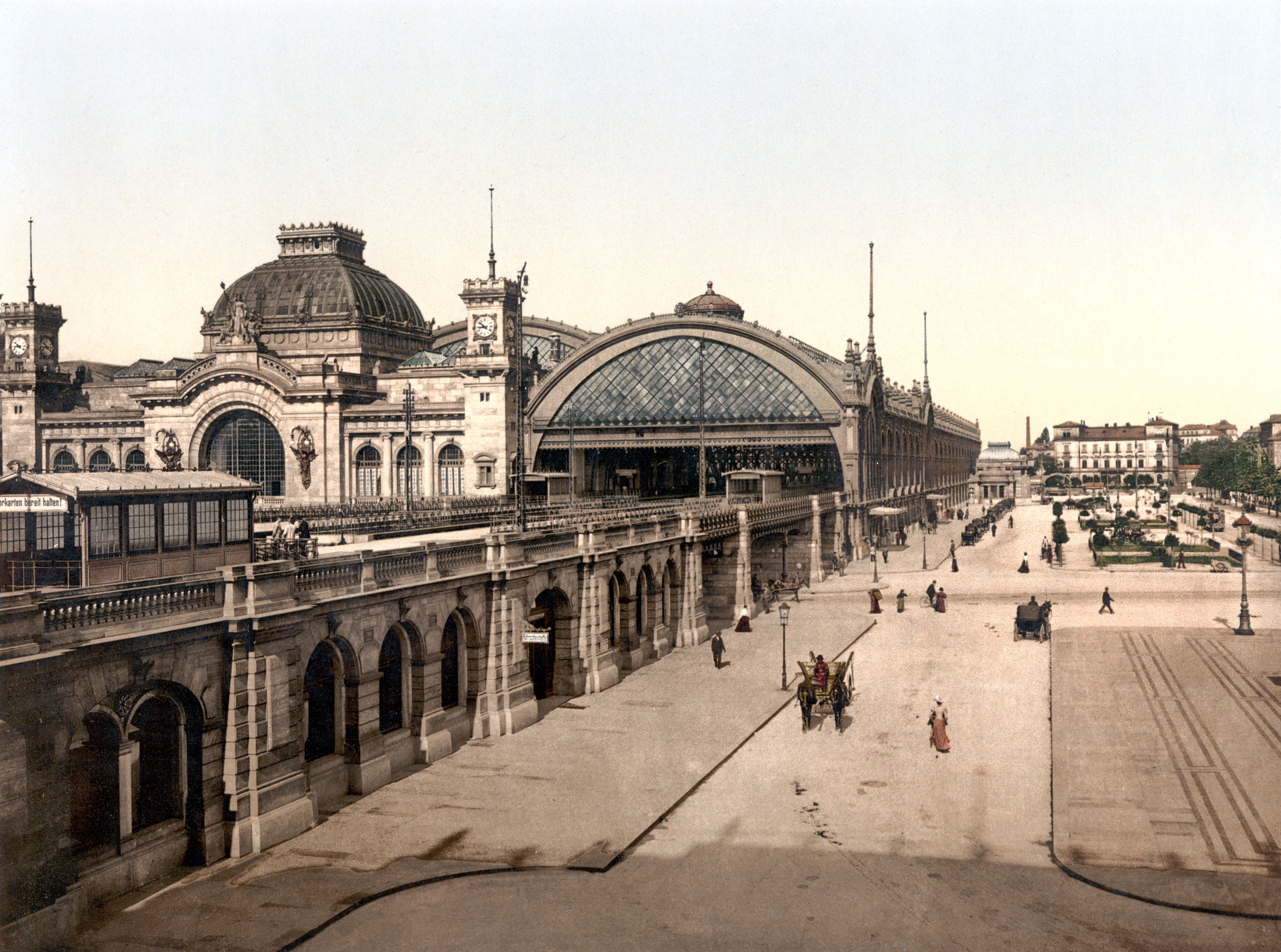
La gare vers 1900.

La gare à l'extrémité sud de la Prager Straße a été construite entre 1892 et 1897 et a remplacé trois gares du sud de la vieille ville. Elle a été endommagée durant le bombardement de Dresde en février 1945.

## Service des voyageurs

### Desserte
Une relation cadencée par ICE est effectuée vers Riesa et Leipzig toutes les deux heures, avec prolongement vers de nombreuses villes allemandes.
La gare est également desservie par des trains à destination des pays proches, par des trains régionaux (Wroclaw en Pologne, Děčín en République tchèque) et internationaux (EuroCity à destination de la République Tchèque et de la Hongrie);